# Federico Lombardi
Federico Lombardi (ur. 29 sierpnia 1942 w Saluzzo) – włoski prezbiter rzymskokatolicki, jezuita, dyrektor Biura Prasowego Stolicy Apostolskiej w latach 2006–2016.

## Życiorys
Szkołę ukończył w Turynie, tam też ukończył studia w Instytucie Społecznym Jezuitów. W 1960 wstąpił do nowicjatu jezuickiej prowincji turyńskiej. W latach 1962–1965 studiował filozofię w Gallarate koło Varese. W latach 1965–1969 opiekował się studentami jezuickiego Kolegium Uniwersyteckiego w Turynie, jednocześnie uzyskał dyplom z matematyki na miejscowym uniwersytecie. W latach 1969–1973 kształcił się w Wyższej Szkole św. Jerzego we Frankfurcie nad Menem.
W 1972 przyjął święcenia kapłańskie, po czym w 1973 rozpoczął pracę w redakcji dwutygodnika jezuickiego „La Civiltà Cattolica”, którego w 1977 został wicedyrektorem. W okresie 1984–1990 był przełożonym włoskiej prowincji jezuitów. W 1991 otrzymał nominację na dyrektora programowego Radia Watykańskiego, który to urząd pełnił do 4 listopada 2005, gdy został dyrektorem generalnym tej rozgłośni. Na antenie rozgłośni regularnie komentuje wydarzenia z życia Kościoła i relacjonuje papieskie pielgrzymki. Jednocześnie w latach 2001–2013 był dyrektorem generalnym Watykańskiego Ośrodka Telewizyjnego (CTV).
11 lipca 2006 został powołany przez papieża Benedykta XVI na dyrektora Biura Prasowego Stolicy Apostolskiej, zastępując na tym stanowisku Joaquína Navarro-Vallsa. Pełnił tę funkcję do 31 lipca 2016. Od 1 sierpnia 2016 nowym rzecznikiem Watykanu został dziennikarz Greg Burke.
1 sierpnia 2016 został mianowany prezesem zarządu „Fundacji Watykańskiej Joseph Ratzinger – Benedykt XVI”, która wspiera badania i studia nad myślą księdza profesora Ratzingera, zanim został papieżem i po wybraniu go na ten urząd.
24 października 2017 otrzymał doktorat honoris causa Uniwersytetu Kardynała Stefana Wyszyńskiego w Warszawie.

## Odznaczenia
- Krzyż Wielki Orderu Zasługi Republiki Włoskiej (2007)[4]
- Wielki Oficer Orderu Chrystusa (2010, Portugalia)[5]